# Francesc Quetglas Rosanes
Francesc Quetglas Rosanes (Barcelona, 1948 - Palma de Mallorca, 22 de septiembre de 2006) fue un político mallorquín.
Se licenció en Ciencias Económicas por la Universidad de Barcelona y trabajó en el Cuerpo Superior de Administradores Civiles del Estado desde 1978.
Entre los años 1978 y 1981, ocupó el cargo de subdirector general de Cooperación Informativa de gobierno presidido por Adolfo Suárez. Entre 1982 y 1986 fue el presidente de Centro Democrático y Social en las Islas Baleares.
Fue diputado autonómico por este partido y senador por Baleares entre 1987 y 1991.
En 1995 fue elegido diputado autonómico por el PSIB-PSOE como independiente. Se afilió a este partido en 1996.
Entre 1995 y 1999, y con Maria Antònia Munar como presidenta del Consejo Insular de Mallorca, fue presidente de la Comisión Insular de Urbanismo, donde fue víctima de un caso de espionaje electrónico (Caso Bitel).
En 1999 fue nombrado director del Centro Balears Europa por el Gobierno de las Islas Baleares presidido por Francesc Antich.
El 29 de septiembre de 2001 fue nombrado Consejero de Obras Públicas, Vivienda y Transportes en sustitución del dimitido Josep Antoni Ferrer i Orfila. Ocupó el cargo hasta el fin de la legislatura en mayo de 2003.
Como consejero de obras públicas reinauguró la línea de tren entre Manacor e Inca, operada por SFM.
Una grave enfermedad le apartó de los cargos públicos y finalmente provocó su muerte el 22 de septiembre de 2006.